# Пронский, Юрий Дмитриевич
Князь Юрий Дмитриевич Пронский — боярин и воевода на службе у московского князя Василия III, Псковский (1522) и Смоленский наместник (1527—1530), из рода удельных князей Пронских, Рюрикович в 21 колене.

## Служба
Осенью 1506 года, то есть после крупного поражения русской армии под Казанью, ездил в Плёс с поручением к воеводе М. И. Булгакову-Голице.
Во время русско-литовской войны участвовал в Смоленском походе 1512—1513 года.
Боярство получил в 1514 году.
В 1518 году был послом в Крымское ханство к Мухаммед Гирею с предложением о возобновлении союза. Посольство было выполнено успешно и в начале января 1521 года князь Пронский вернулся в Москву, но союз был недолговечен, уже летом 1521 года Мухаммед Гирей в союзе с Казанью совершил опустошительный набег на Московское княжество.
В 1521 году служил воеводой в Муроме. В 1522 — наместник в Пскове. С 1527 по 1530 наместник в Смоленске. Возможно, что именно он «изымал» в 1533 году у удельного князя Юрия Ивановича Дмитровского отъехавших к нему Андрея Михайловича и Ивана Михайловича Шуйских.

## Семья
Старший из четырёх сыновей князя Дмитрия Андреевича.
Братья:
- Пронский, Иван Дмитриевич (ум. 1523) — боярин и воевода на службе у московских князей Ивана III и Василия III.
- Пронский, Фёдор Дмитриевич (ум. 1537) — боярин и воевода на службе у московского князя Василия III, позднее у его брата старицкого князя Андрея Ивановича.
- Пронский, Даниил Дмитриевич (ум. 1559) — боярин и воевода, на службе у московских князей Василия III и Ивана Грозного.

Дети:
- Фёдор Рыба
- Иван Озей
- Андрей Курака
- Дмитрий